# Fresnes (Côte-d’Or)
Fresnes [fʁɛn] ist eine französische Gemeinde mit 154 Einwohnern (Stand 1. Januar 2022) im Département Côte-d’Or in der Region Bourgogne-Franche-Comté.  Sie gehört zum Kanton Montbard und zum gleichnamigen Arrondissement Montbard. 
Sie grenzt im Norden an Touillon, im Osten an Lucenay-le-Duc, im Südosten an Éringes, im Süden an Seigny, im Südwesten an Benoisey und Courcelles-lès-Montbard und im Westen an Fain-lès-Montbard.

## Bevölkerungsentwicklung
| Jahr                       | 1962 | 1968 | 1975 | 1982 | 1990 | 1999 | 2008 | 2015 |
| -------------------------- | ---- | ---- | ---- | ---- | ---- | ---- | ---- | ---- |
| Einwohner                  | 197  | 186  | 168  | 150  | 169  | 180  | 175  | 168  |
| Quellen: Cassini und INSEE |      |      |      |      |      |      |      |      |